# Battlelore
Battlelore (с англ. — «сказание о битве») — финская англоязычная группа, созданная в 1999 году Юри Вахваненом и Мийккой Кокколой. Темой всех текстов песен группы является творчество британского писателя Джона Рональда Руэла Толкина.

## Стиль
Стиль Battlelore своеобразен и не укладывается в рамки одного жанра. Они сочетают элементы таких жанров как готик-метал, пауэр-метал, мелодик-дэт-метал, фолк-метал и симфоник-метал. Группа сочетает брутальный мужской гроул с женским вокалом в дуэте, прозванном критиками «красавица и чудовище». Сами исполнители окрестили свой стиль как true arctic fantasy metal.

## Перерыв
23 октября 2011 года группа объявила о временном прекращении своей деятельности: на официальном сайте Battlelore была размещена шуточная информация, что коллектив «отправился в концертный тур по Средиземью». 11 июня 2012 года группа вернулась из отпуска и 9 августа дала акустический концерт в Хельсинки в клубе Nosturi. 16 января 2016 года группа объявила о своём возвращении на сцену.

## Состав

### На данный момент
- Кайса Йоухки (Kaisa Jouhki) — женский вокал
- Томи Мюккянен (Tomi Mykkänen) — мужской вокал
- Юсси Раутио (Jussi Rautio) — ведущая гитара
- Юри Вахванен (Jyri Vahvanen) — гитара
- Тимо Хонканен (Timo Honkanen) — бас-гитара
- Мария Хонканен (Maria Honkanen) — клавиши, флейта
- Хенри Вахванен (Henri Vahvanen) — ударные

### Бывшие участники
- Мийка Коккола (Miika Kokkola) — бас-гитара (1996—2005)
- Патрик Меннандер (Patrik Mennander) — вокал (1999—2004)
- Томми Хаво (Tommi Havo) — вокал, ведущая гитара (1998—2002)
- Gorthaur — ударные

| |  |  |
| Battlelore в клубе Nosturi, Хельсинки (2008). Слева направо: Томи Мюккянен, Кайса Йоухки, Юри Вахванен |  |  |

## Дискография

### Полноформатные альбомы
- 2001 — …Where the Shadows Lie
- 2003 — Sword's Song
- 2005 — Third Age of the Sun
- 2007 — Evernight
- 2008 — The Last Alliance (вышел 24 сентября)
- 2011 — Doombound
- 2022 — The Return of the Shadow

### Промо
- 1999 — Warrior's Tale
- 2000 — Dark Fantasy

### Видео
- 2004 — The Journey (DVD)
- 2003 — Journey to undying Lands
- 2005 — Storm of the Blades
- 2007 — House of Heroes
- 2008 — Third Immortal